# Europeisk kanin
Artikeln behandlar de vilda formerna av arten; för tamkanin se motsvarande artikel. För andra betydelser av ordet kanin, se Kanin.
Europeisk kanin (Oryctolagus cuniculus), ofta enbart kanin eller vildkanin, är en art i familjen harar. Den har domesticerats som sällskapsdjur och för att användas som mat.

## Systematik
Kaninen är ett hardjur och ska inte förväxlas med gnagare, som till exempel råtta. Gnagarna skiljer sig anatomiskt från hardjuren, främst på tanduppsättningen. Hardjuren har två mindre tänder precis bakom de två framtänderna, något som gnagare saknar. Kaninen placeras som ensam art i släktet Oryctolagus som ungefär betyder "den grävande haren".

## Utseende
De europeiska kaninerna är små gråbruna däggdjur 34–45 cm långa och 1,3–2,3 kg tunga. Som övriga hardjur har de fyra skarpa framtänder (två uppe och två nere) som fortsätter att växa under djurets hela levnad och ytterligare två små tänder i överkäken. Kaniner har långa öron, kraftiga bakben och korta fluffiga svansar. De förflyttar sig genom att hoppa på sina långa och starka bakben. För att underlätta snabb förflyttning har bakbenen tjock päls som dämpar nedslagen vid snabb hoppning. De europeiska kaninerna har långa tår som hålls samman med hud så att de inte skall spridas ut när djuret hoppar.

## Utbredning
Den europeiska kaninen anses härstamma från Spanien och spreds över Europa av romarna. Den finns också naturligt i Afrika, i Marocko, Algeriet och inplanterad på vissa öar som Robben Island i Sydafrika, på Kanarieöarna och Round Island vid Mauritius. I senare tid har den inplanterats i Sydamerika men även i Australien och Nya Zeeland, där den orsakar stor skada på växtliv vilket har lett statliga myndigheter till att bygga stängsel för att hindra arten från att sprida sig ytterligare västerut. 

### Europeisk kanin i Sverige
Europeisk kanin infördes som jaktvilt till Skåne kring år 1900 och till Gotland 1915  och har sedan slutet av 1970-talet kallats rabbis på Gotland efter engelska rabbit. Den gotländska stammen växte mycket snabbt och nådde sitt maximum i mitten av 1900-talet, då det under större jakter kunde skjutas över tusen kaniner per dag. Under 1960-talet infördes virussjukdomen myxomatos (kaninpest) på Gotland, som ett sätt att bromsa tillväxten. År 1990 var det på Gotland även ett utbrott av den nyupptäckta virussjukdomen kaningulsot.

## Ekologi

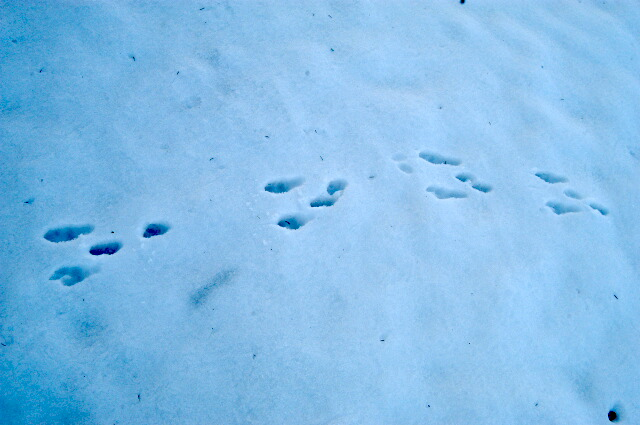
Spår av europeisk kanin i snön

De europeiska kaninerna bygger nätverk av kaninhålor där de tillbringar större delen av den tid då de inte födosöker. Bon kan vara upp till 45 meter långa och den djupaste punkten ligger ibland 3 meter under markytan. Kaniner är aktivast på morgonen och kvällen, om dagen sover de mest. Kaninen är utsatt för ett stort rovdjurstryck, så vid minsta tecken på fara söker den skydd. Vid fara utstöter de pipande läten eller slår med sina bakre extremiteter på marken. Dessa ljud hörs även av ungarna i bon som på så sätt får kännedom om faran är över eller inte.
Kaninen är ett mycket renligt djur, som putsar sig många gånger om dagen. Den putsar genom att klia och slicka sig. Att putsa varandra är en mycket viktig social handling för flocken. Kaniner har doftkörtlar på undersidan av hakan som de gnuggar mot föremål för att markera ägande och revir.
Europeisk kanin är växtätare som främst äter gräs och örter, men även blad, kvistar, rötter och bark. I odlade områden och trädgårdar äter den även grönsaker, frukt och spannmål. Liksom andra familjemedlemmar är arten koprofag. Den äter sin första mjuka spillning för att uppta ytterligare näringsämnen som blir tillgängliga efter den första matspjälkningen.

### Fortplantning
Honornas parningsberedskap inom parningstiden varierar beroende på årstid och individ. Vanligen följer efter sju till tio fruktbara dagar två ofruktbara dagar.
Parningstiden är beroende på utbredningsområdet. I Spanien ligger den mellan hösten och våren, i Centraleuropa mellan februari och juli och på södra jordklotet i den motsvarande årstiden. Reproduktionstakten är mycket hög. En hona föder mellan fem och sju kullar per år. Efter dräktigheten, som varar i fyra till fem veckor, föds i genomsnitt 5 eller 6 ungar, i undantagsfall upp till 10.
För födelsen skapar honan ett eget bo som inte är sammanlänkat med flockens bo. Ingången göms med gräs, blad och jord. Kaninens ungar är nakna och blinda vid födseln till skillnad från harsläktet. De väger mellan 40 och 50 gram och öppnar ögonen efter cirka tio dagar. Efter tre veckor lämnar de boet för första gången och efter fyra veckor slutar honan att ge di. De flesta kaninerna får sina ungar under sitt andra levnadsår. I varma länder blir ungarna könsmogna vid cirka fem månaders ålder och i kallare områden vid cirka åtta månader.
Europeisk kanin kan bli 9 år gammal men de flesta individer dör under första levnadsåret eller under första vintern. De flesta faller offer för förvildade tamkatter eller hundar.

### Naturliga fiender

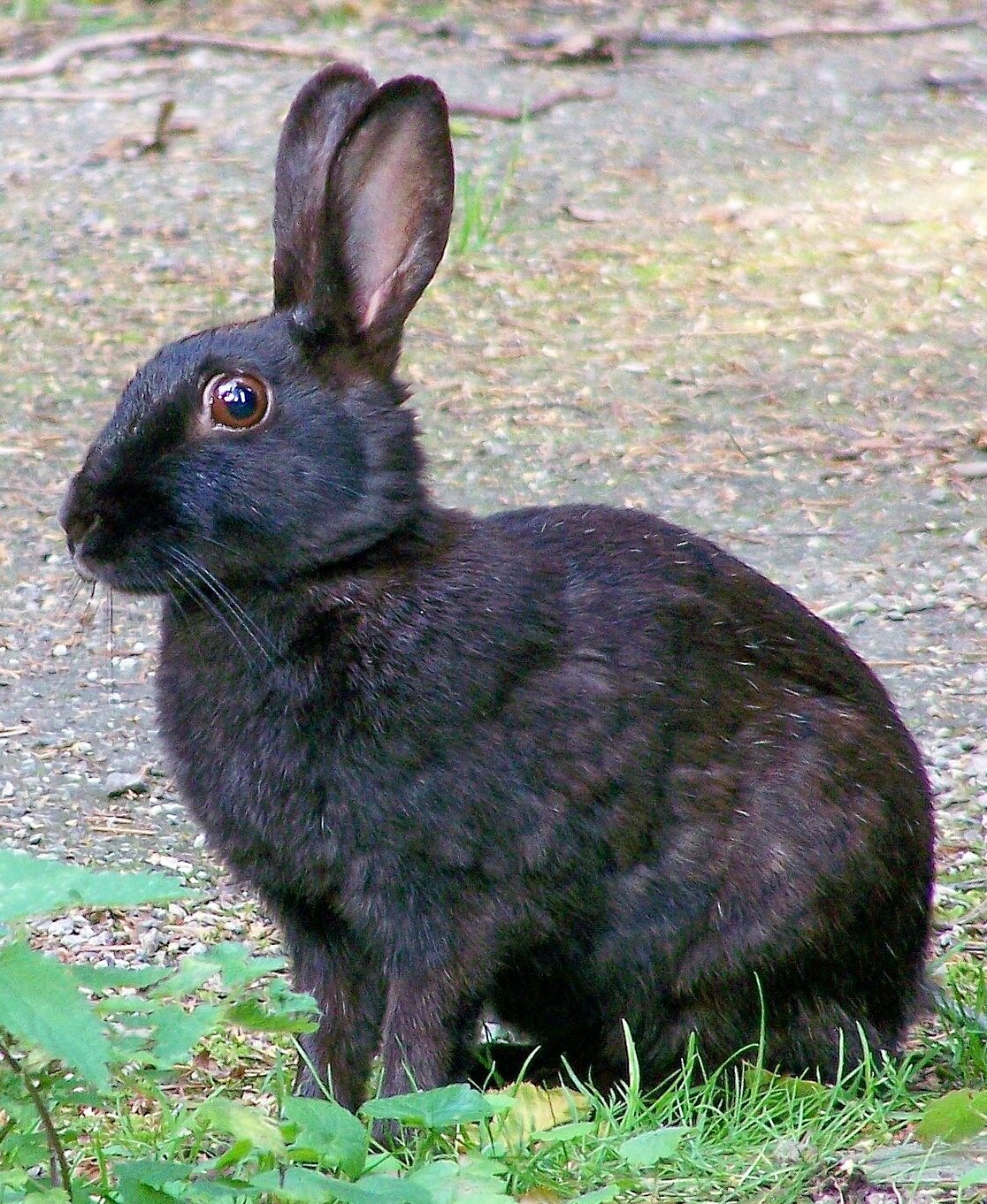
En melanistisk europeisk kanin

Arten har ett stort antal naturliga fiender, bland annat rödräv, rovfåglar, ugglor, mårdar, vesslor och andra mårddjur.

## Europeisk kanin och människor
Huvudartikel: Tamkanin
Vilda kaniner jagas för köttets skull. I några regioner där de blev införda (särskilt i Australien och Nya Zeeland) anses de idag som skadedjur. På grund av deras vana att äta unga växter och grönsaker, är de inte uppskattade av bönderna. Ofta försöker man hålla populationen låg med hjälp av införda sjukdomar eller jakt.